# 앤 리비어
앤 리비어(Anne Revere, 1903년 6월 25일 ~ 1990년 12월 18일)는 미국의 배우이다.

## 영화, 텔레비전
- 베르나데트의 노래 (1943)
- 녹원의 천사 (1944)
- 천국의 열쇠 (1944)
- 육체와 영혼 (1947)
- 신사협정 (1947)
- 딥 워터(Deep Waters, 1948)
- 젊은이의 양지 (1951)